# District de Klay
Le district de Klay est une subdivision du comté de Bomi au Liberia.  
Les autres districts du comté de Bomi sont :
- Le district de Mecca
- Le district de Dewoin